# Domaine de Miharu

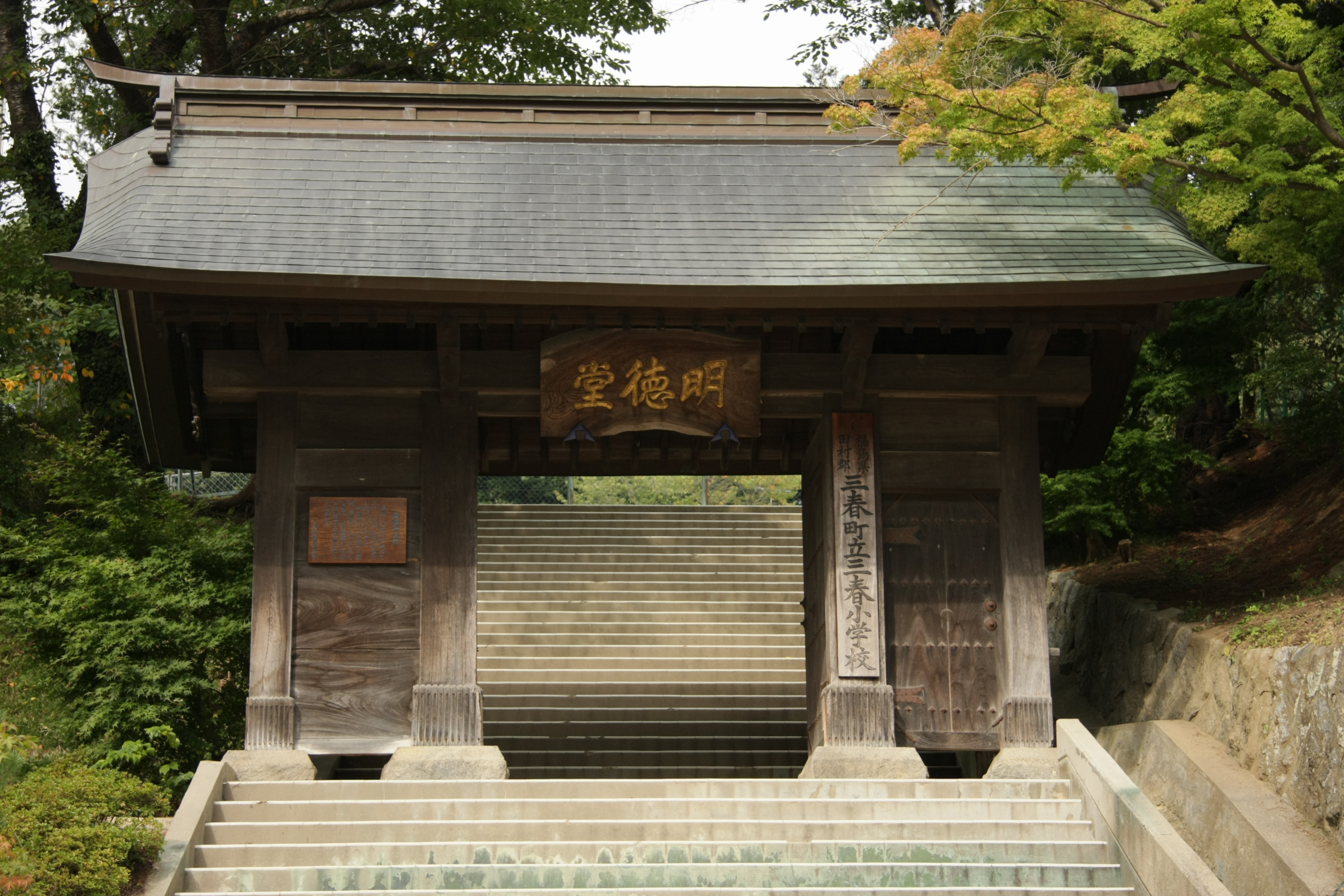
la porte du château de Miharu qui fut la résidence des Daimyo successif du domaine

Le domaine de Miharu (三春藩) est un domaine féodal japonais de l'époque d'Edo situé dans la province de Mutsu. Trois familles le dirigent au cours de son histoire : le clan Katō (une génération, avec Akitoshi Katō à la tête de la famille), le clan Matsushita (une génération, Nagatsuma Matsushita) et le clan Akita pour le reste de la période Edo. Le classement du revenu est de 30 000 koku durant la direction des deux premières familles puis il s'élève à 50 000 koku sous le clan Akita.
En 1868, sous la direction d'Akisue Akita, la famille est signataire du pacte qui crée l'alliance Ōuetsu Reppan Dōmei.

## Liste des daimyos Akita
1. Toshisue (1598-1649), r. 1645-1649
2. Morisue (1620-1676)
3. Terusue (1649-1720)
4. Yorisue (1696-1743)
5. Harusue (1718-1773)
6. Sadasue (1726-1757)
7. Yukisue (1751-1813)
8. Yasusue (1776-1811)
9. Norisue (1786-1844)
10. Tomosue (1810-1865)
11. Akisue (1858-1907), r. 1865-1871

## Source de la traduction
- (en) Cet article est partiellement ou en totalité issu de l’article de Wikipédia en anglais intitulé « Miharu Domain » (voir la liste des auteurs).